# Düsseldorfer CfR Links
Düsseldorfer CfR Links is een Duitse voetbalclub uit Düsseldorf, Noordrijn-Westfalen. 

## Geschiedenis
De club werd in januari 1919 opgericht als SV Düsseldorf 1919 links in het stadsdeel Heerdt, dat op de aan de linkerkant van de Rijn ligt. Op 19 februari werd de club lid van de West-Duitse voetbalbond. De club speelde aanvankelijk niet tegen andere clubs uit Düsseldorf omdat de linkerkant van de Rijn nog door Belgische troepen bezet werd na de Eerste Wereldoorlog. De eerste wedstrijden tegen FC Uerdingen 05, Union Krefeld en BV Neuss werden allemaal verloren. In 1926/27 speelde de club, intussen onder de huidige naam in de tweede klasse van de Bergisch-Markse competitie en eindigde op een derde plaats in zijn groep. Na een mindere notering werd de club in 1929 vierde en vermeed zo een degradatie door een competitieherstructurering. Het volgende seizoen eindigde de club echter op een laatste plaats. De club vermeed nu een degradatie doordat het aantal teams in de tweede klasse opnieuw uitgebreid werd. Na twee mindere noteringen werd in 1933 opnieuw de vierde plaats bereikt. Na dit seizoen werd de competitie geherstructureerd in heel Duitsland en werd de Gauliga ingevoerd als nieuwe hoogste klasse. In 1939 werd de club ongeslagen kampioen van de Kreisklasse, de derde hoogste klasse.
Na de Tweede Wereldoorlog fuseerde de club met Heerdter TV 1896 en nam de nieuwe naam VfL 1896 Düsseldorf linksrheinisch aan. Begin jaren vijftig splitste de club zich echter weer af en nam terug de oude naam aan. Halverwege de jaren vijftig kwam de club een paar keer dicht bij promotie naar de Bezirksliga, maar kon deze pas in 1958 afdwingen. Nadat de club in het eerste seizoen het behoud kon verzekeren volgde in 1960 een degradatie. De volgende tien jaar speelde de club met matig succes in de Kreisliga. In 1974 kon de club opnieuw promotie afdwingen. De volgende tien jaar werd de club een vaste waarde in de Bezirksliga. Nadat de club in 1975 de stadsbeker won werden ze beloond met een wedstrijd tegen de topclub Fortuna Düsseldorf, die ze met 1-19 verloren. In 1984 degradeerde de club uit de Bezirksliga. In 1987 volgde een verdere degradatie naar de 2.Kreiskklasse, al kon de club na één seizoen terugkeren. In 1991 slaagde de club er opnieuw in naar de Bezirksliga te promoveren. De club kon hier vier seizoenen spelen en degradeerde dan weer. Een nieuwe promotie kwam er pas in 2005. De club kon twee keer op rij pas op het einde van de competitie het behoud verzekeren, maar in het derde seizoen volgde een nieuwe degradatie. Het volgende seizoen, uitgerekend in het 90ste bestaansjaar volgde een tweede degradatie op rij. In 2010 kon de club opnieuw promotie afdwingen en speelde vijf jaar in de Kreisliga A. In 2020 promoveerde de club weer. 